# Té Gunpowder
Con el nombre de gunpowder se conoce a una variedad de té verde cultivado en la provincia china de Zhejiang y llamado así por su parecido visual a la pólvora (en inglés gunpowder) ya que al recolectarse las hojas son enrolladas en forma de bolitas para mantener mejor sus propiedades.
Antiguamente dicho proceso de moldeado de las hojas de té se hacía a mano y actualmente es realizado por maquinaria especializada; si bien quedan algunos tipos de gunpowder que siguen envolviéndose a mano por lo que son más apreciados.
En China también se conoce como "té perla" debido a su aspecto visual.

## Utilización en el Magreb
El té gunpowder fue exportado al Magreb donde se utiliza para la preparación del tradicional té a la menta. Se pueden encontrar referencias al té como hierba sagrada utilizada en China en los informes del comerciante Solimán durante el siglo IX. Pero el importe y el consumo en la región empezaron realmente a partir del siglo XVIII en la corte del sultán Moulay Ismail donde fue introducido y tiempo después democratizado a través de la sociedad maghrebí. Hoy en día el ritual del té marroquí se encuentra en el centro de cualquier encuentro social: en una visita familiar informal, o en la más distinguida de las recepciones. El té se consume en familia o con amigos en un momento considerado como propicio para el compartir, crear vínculo social y tener conversaciones agradables.